# Segunda Batalha de Trenton
A Segunda Batalha de Trenton, também conhecida como Batalha de Assunpink Creek, foi uma batalha travada entre as forças dos Estados Unidos e do Reino da Inglaterra que aconteceu em Trenton, Nova Jérsei em 2 de janeiro de 1777, durante a Guerra Revolucionária Americana e resultou em uma decisiva vitória americana.
Depois de uma vitória surpresa na Batalha de Trenton em 26 de dezembro de 1776, o General George Washington do Exército Continental e seu Estado-Maior esperavam um grande contra-ataque britânico. Washington e seus conselheiros decidiram partir para Trenton e firmar posição lá, estabelecendo uma posição defensiva em Assunpink Creek, próximo ao leito do rio Delaware.
O Tenente-general Charles Cornwallis liderava as forças britânicas do sul desde a batalha de 26 de dezembro. Deixando 1 400 homens sob o comando do Tenente-corenel Charles Mawhood em Princeton, Nova Jérsei, Cornwallis avançou para Trenton com cinco mil homens em 2 de janeiro. Seu avanço foi sendo deteriorado devido a resistência e a luta de guerrilha imposta pelos americanos, comandados por Edward Hand, no caminho e as tropas inglesas não chegaram a Trenton até o anoitecer. Depois de três ataques fracassados contra as linhas americanas, Cornwallis decidiu esperar e continuar a batalha no dia seguinte. Washington moveu seu exército circundando o acampamento de Cornwallis durante a noite e atacou Mawhood em Princeton no dia seguinte. A derrota forçou os ingleses a recuar e se retirar de boa parte de Nova Jérsei pelo inverno.